# 1927 en architecture
| Années de l'architecture : 1924 - 1925 - 1926 - 1927 - 1928 - 1929 - 1930    |
| Décennies de l'architecture : 1890 - 1900 - 1910 - 1920 - 1930 - 1940 - 1950 |

Cet article présente les faits marquants de l'année 1927 en architecture.

## Réalisations

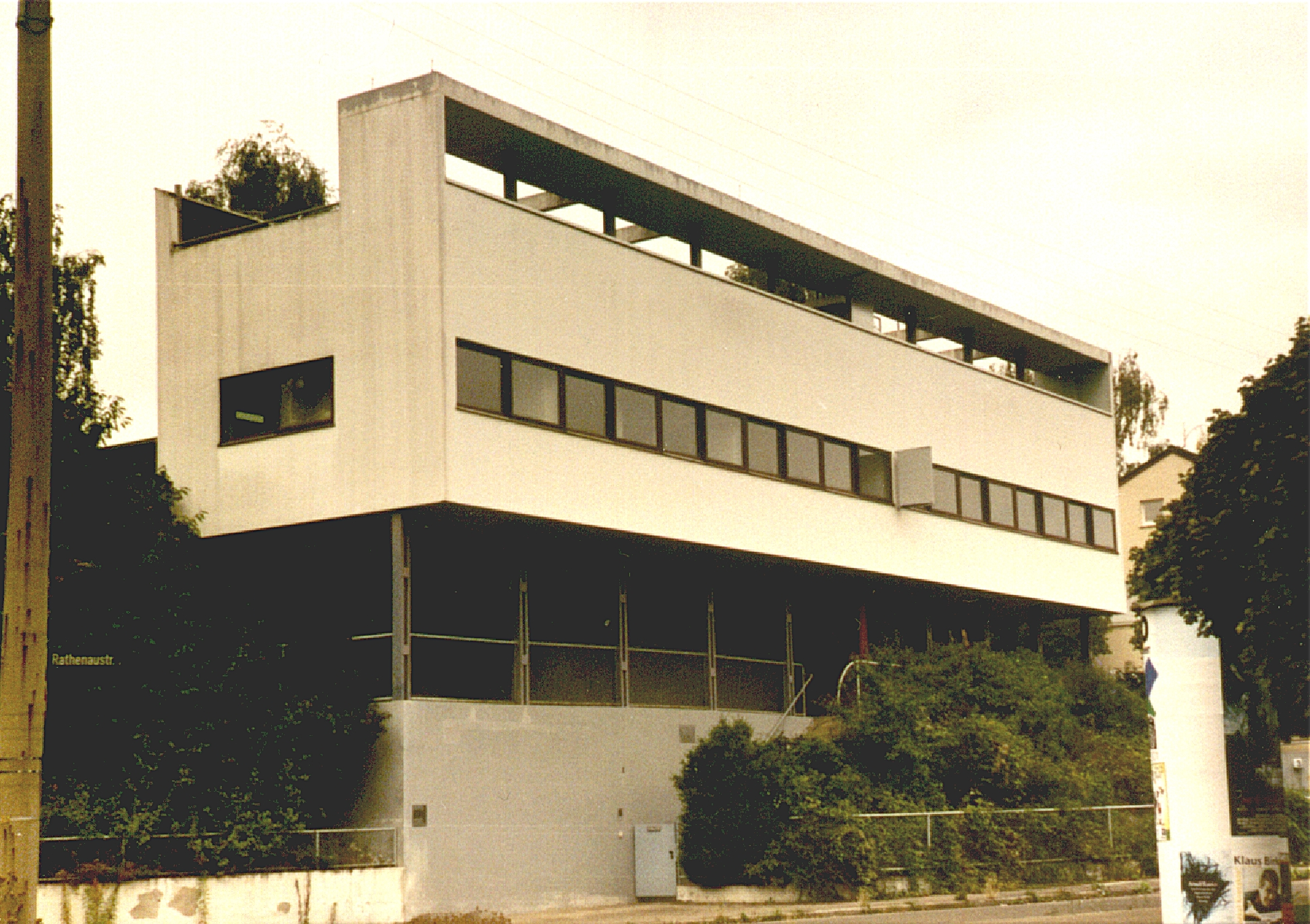
Un des bâtiments de Le Corbusier pour le Weißenhofsiedlung (état de 2001).

- Ludwig Mies van der Rohe supervise la construction du Weißenhofsiedlung à Stuttgart.

- Ludwig Mies van der Rohe achève la plus importante et la plus belle construction fonctionnaliste en Tchécoslovaquie : la villa Tugendhat à Brno, classée depuis 2001 sur la liste du patrimoine mondial de l'Unesco.

## Événements
- Le Corbusier concourt pour le Palais de la Société des Nations à Genève.

## Récompenses
- Prix de Rome : André Leconte, premier grand prix ; Albert Dubreuil premier second grand prix.

## Naissances
- 13 mars : Lucien Kroll
- 4 décembre : Gae Aulenti, architecte, architecte d'intérieur, et théoricienne d'architecture italienne.
- Maurice Sauzet : architecte français.

## Décès
- Martin Roche (° 1853).